# Facundo Infante
Facundo Infante Chávez (Villanueva del Fresno (Badajoz) 19 de febrero de 1786 - Madrid, 27 de diciembre de 1873) fue un político liberal y general español, diputado, senador y presidente del Congreso de los Diputados, consejero de Estado, ministro interino de Guerra, ministro de Gobernación y 2.º inspector general de la Guardia Civil. Durante su exilio político fue también ministro de interior en Bolivia. Fue el creador de la Policía Boliviana el 24 de junio de 1826.

## La guerra de la independencia
Tras cursar sus primeros estudios en Badajoz y Sevilla, al estallar en España la guerra de independencia en 1808 se unió a las tropas leales a Fernando VII, combatiendo entre otras en las batallas de Talavera (1809), Chiclana, La Albuera (1811) y en el fallido asalto al castillo de Niebla. Fue hecho prisionero en el sitio de Valencia de 1812, aunque consiguió escapar poco después; también estuvo presente en los sitios de Tarragona y Tortosa (1813). Al término de la guerra ocupaba el empleo de capitán, habiendo sido condecorado por su notable participación en los enfrentamientos.

## Trienio liberal
Comprometido en 1817 en la conspiración del teniente coronel Juan Van Halen y colaborador directo en la fuga de este militar de la cárcel de la Inquisición en 1818, se vio obligado a emigrar al extranjero en 1819 por su condición de masón. En 1820 regresó, siendo elegido diputado por Extremadura en 1822; en 1823 participó a las órdenes del coronel Antonio Casano en la resistencia que el ejército español presentó contra los Cien Mil Hijos de San Luis en la provincia de Cádiz. La derrota de las fuerzas españolas y la restauración del absolutismo le llevaron a emigrar de nuevo, esta vez a las colonias americanas.

## Exilio en América
De Gibraltar cruzó a Río de Janeiro, acompañado de otros liberales españoles como Antonio González y González y Antonio Seoane. Desde tierras brasileñas partió al Alto Perú, pasando diversas penurias, como ataques de indios y fiebres, llegando finalmente a tierras bolivianas. Cuando el grupo de exiliados llegó, fueron apresados y encarcelados por tropas realistas españolas, aprovechando la Batalla de Ayacucho para escapar. Con la independencia de la República de Bolívar de España, entabló una estrecha amistad con Simón Bolívar y más aún con su general Antonio José de Sucre, lo que le valió ser nombrado ministro del interior en 1826 de Bolivia.
Desde este puesto se dedicó a realizar una serie de reformas administrativas y sociales con vistas a mejorar las condiciones de vida de la población de esta empobrecida tierra americana. De Argentina hizo traer material escolar, fundó escuelas y hospitales y mandó construir carreteras, además de mejorar los programas de estudio en la universidad de La Paz. Durante los primeros años de vida de Bolivia, Infante dirigió el periódico El Cóndor de Bolivia, el primero del país. Estas medidas reformadoras y el ser extranjero, le acarrea la enemistad de la iglesia y grupos conservadores bolivianos, quienes finalmente, con ayuda peruana, conseguirán el derrocamiento de Sucre y con ello del propio Facundo Infante, que será relegado del poder, viviendo alejado de la política hasta que se decide a volver a España, al tener noticia de la muerte de Fernando VII.

## Regreso a España y rehabilitación
Regresó a España acogiéndose a la amnistía de 1834; participó en la primera guerra carlista alcanzando el grado de coronel. Fue elegido diputado por Badajoz en 1836, 1837 y 1839; en septiembre de 1837 desempeñó interinamente el cargo de ministro de guerra durante la enfermedad de su titular; senador por Castellón y mariscal de campo en 1840, ministro de Gobernación en 1841-42; nuevamente diputado por La Coruña en 1846, teniente general en 1848, senador vitalicio en 1849, diputado por Badajoz y Baleares e inspector general de la Guardia Civil entre 1854 y 1856, y simultáneamente presidente del Congreso de los Diputados entre 1855 y septiembre de 1856, y finalmente senador por Badajoz en 1871.
Durante el período en que compaginó los importantes cargos de presidente de las Cortes constituyentes con el de inspector general de la Guardia Civil, entre 1854 y 1856, llevó a cabo una enfervorizada defensa de la Guardia Civil, que no le ha hecho la justicia que merece, rebatiendo y acallando las numerosas voces -de políticos del bando vencedor- que demandaban su disolución tras el cambio de signo del nuevo gobierno. El 30 de junio de 1855 abandonó su puesto de presidente para desde la tribuna de oradores dar cumplida respuesta al tremendo discurso que el diputado Laureano de los Llanos Pérez pronunció en contra de este cuerpo, aún aceptando en sus propias palabras que "no poseía los menores conocimientos de lo que impugnaba".
De igual forma rebatió posteriormente la propuesta de don Estanislao Figueras de eliminar la dependencia del Ministerio de la Guerra, dejando a la Guardia Civil bajo la del de Gobernación exclusivamente, al debatir los presupuestos de aquel ministerio.

## Muerte
Murió en Madrid en 1873; su cuerpo fue embalsamado y enterrado en la basílica de Nuestra Señora de Atocha.

... personaje, en suma, de los que saben y logran medrar en el mundo, pero no merecedor del odio o vituperio que de sus enemigos numerosos se ha granjeado.

| Predecesor: Ildefonso Díez de Ribera          | Ministro de Guerra (interino) 25 de marzo - 16 de junio de 1837                | Sucesor: Baldomero Espartero                    |
| Predecesor: Manuel Cortina                    | Ministro de Gobernación 21 de mayo de 1841 - 17 de junio de 1842               | Sucesor: José Francisco Alonso Ruiz             |
| Predecesor: Pascual Madoz Ibáñez              | Presidente del Congreso 25 de enero de 1855 - 15 de septiembre de 1856         | Sucesor: Francisco de Paula Martínez de la Rosa |
| Predecesor: Francisco Javier Girón y Ezpeleta | Director General de la Guardia Civil 1 de agosto de 1854 - 19 de julio de 1856 | Sucesor: José MacCrohon                         |